# Hôtel des Postes de Monaco
L'hôtel des Postes, en forme longue ancienne hôtel des Postes et Télégraphes, est un bâtiment du début du XXe siècle situé à Monaco.

## Situation et accès
L'édifice est situé sur la place de la Mairie, au centre du quartier de Monaco-Ville, et plus largement au sud-est de la principauté de Monaco.

## Histoire
En janvier 1908, on procède à l'aménagement des nouveaux locaux. Les Services des postes et télégraphes sont ensuite transférés dans le nouvel immeuble et les bureaux sont ouverts le 16 du même mois, à 7 h,.

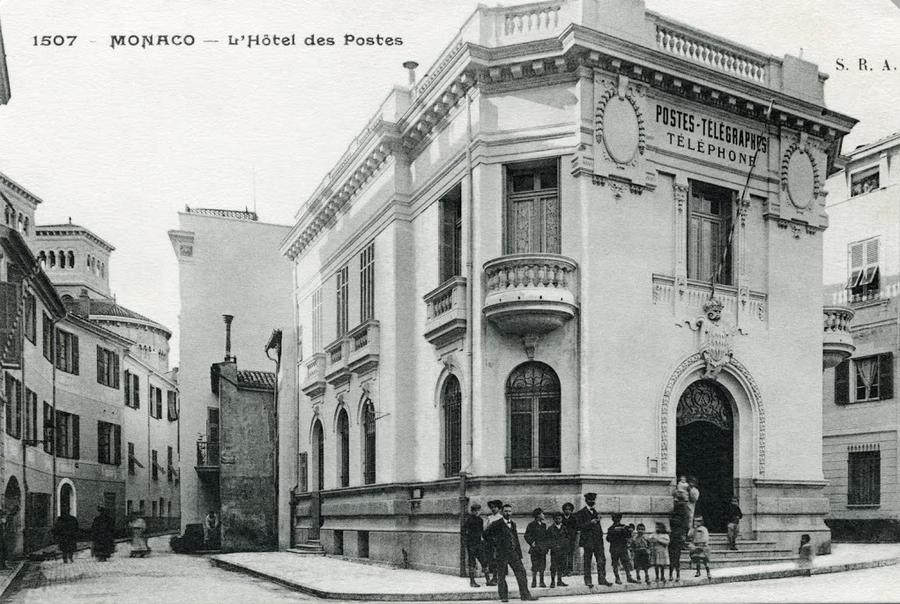
Carte postale représentant le bâtiment dans la première moitié du XXe siècle, avant sa surélévation.

Le bureau ferme provisoirement du 3 janvier au 22 janvier 2022 inclus pour opérer des travaux de rénovations.